# Fessenden (North Dakota)
Fessenden is een plaats (city) in de Amerikaanse staat North Dakota, en valt bestuurlijk gezien onder Wells County.

## Demografie
Bij de volkstelling in 2000 werd het aantal inwoners vastgesteld op 625.
In 2006 is het aantal inwoners door het United States Census Bureau geschat op 531.

## Geografie
Volgens het United States Census Bureau beslaat de plaats een oppervlakte van
1,2 km², geheel bestaande uit land.

## Plaatsen in de nabije omgeving
De onderstaande figuur toont nabijgelegen plaatsen in een straal van 28 km rond Fessenden.